# Foxfield (Cumbria)
Koordinaten: 54° 15′ N, 3° 13′ W

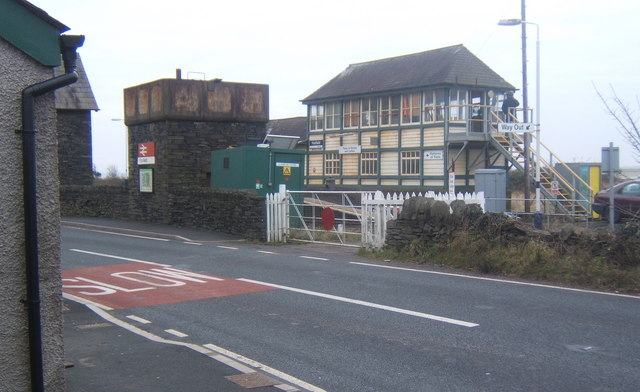
Der Bahnhof und das Eisenbahnstellwerk von Foxfield

Foxfield ist ein Dorf in Cumbria, England.
Das Dorf liegt am Mündungstrichter des River Duddon und 3 km südlich von Broughton-in-Furness.
Foxfield ist heute eine Bedarfshalt an der Furness Line der Eisenbahn. Bis 1958 zweigte von hier der Coniston Zweig der Furness Railway ab.